# Campionat d'escacs femení dels Estats Units
El campionat d'escacs femení dels Estats Units se celebra anualment des de 1937 per determinar la campiona femenina d'escacs dels Estats Units.

## Quadre d'honor
- 1937 Adele Rivero
- 1938 Mona May Karff
- 1940 Adele Rivero
- 1941 Mona May Karff
- 1942 Mona May Karff
- 1944 Gisela Kahn Gresser
- 1946 Mona May Karff
- 1948 Gisela Kahn Gresser - Mona May Karff
- 1951 Mary Bain
- 1953 Mona May Karff
- 1955 Gisela Kahn Gresser - Nancy Roos
- 1957 Gisela Kahn Gresser - Sonja Graf
- 1959 Lisa Lane
- 1962 Gisela Kahn Gresser
- 1964 Sonja Graf
- 1965 Gisela Kahn Gresser
- 1966 Gisela Kahn Gresser - Lisa Lane
- 1967 Gisela Kahn Gresser
- 1969 Gisela Kahn Gresser
- 1972 Eva Aronson - Marilyn Koput
- 1974 Mona May Karff
- 1975 Diane Savereide
- 1976 Diane Savereide
- 1978 Diane Savereide - Rachel Crotto
- 1979 Rachel Crotto
- 1981 Diane Savereide
- 1984 Diane Savereide
- 1986 Inna Izrailov
- 1987 Anna Akhsharumova
- 1989 Alexey Root
- 1990 Elena Donaldson
- 1991 Esther Epstein - Irina Levítina
- 1992 Irina Levítina
- 1993 Elena Donaldson - Irina Levítina
- 1994 Elena Donaldson
- 1995 Anjelina Belakovskaia - Sharon Burtman
- 1996 Anjelina Belakovskaia
- 1997 Esther Epstein
- 1998 Irina Krush
- 1999 Anjelina Belakovskaia
- 2000 Elina Groberman - Camilla Baginskaite
- 2001/02 Jennifer Shahade
- 2003 Anna Hahn
- 2004 Jennifer Shahade
- 2005 Rusudan Goletiani
- 2006 Anna Zatonskih
- 2007 Irina Krush
- 2008 Anna Zatonskih
- 2009 Anna Zatonskih[1]
- 2010 Irina Krush[2]
- 2011 Anna Zatonskih
- 2012 Irina Krush
- 2013 Irina Krush
- 2014 Irina Krush
- 2015 Irina Krush
- 2016 Nazi Paikidze
- 2017 Sabina-Francesca Foisor
- 2018 Nazi Paikidze
- 2019 Jennifer Yu
- 2020 Irina Krush
- 2021 Carissa Yip